# Queen Forever
Queen Forever е компилационен албум на британската рок група Куийн. Издаден на 10 ноември 2014 г., албумът включва „забравени“ песни с вокали от оригиналния вокалист на групата Фреди Меркюри.
В интервю през декември 2013 г. барабанистът Роджър Тейлър споделя за плановете им с китариста Брайън Мей да издадат през предстоящата година албум от съществуващи стари записи. Мей обявява заглавието като компилационен албум в радио интервю за Би Би Си на 23 май 2014 г. на фестивала Хей. Преди Queen Forever последният албум с посмъртно издадени записи на Меркюри, който почива от СПИН на 24 ноември 1991 г., е компилационният албум от 1995 г. Made in Heaven. Записите в Queen Forever включват и басиста Джон Дийкън, който се оттегля от музикалния бизнес през 1997 г. след компилационния албум Queen Rocks. 
Албумът е издаден от Холивуд Рекърдс в Съединените щати на 10 ноември 2014 г.